# Ахеменид Персидский
Ахеменид — исповедник Персидский. День памяти — 3 ноября.
Святой Ахеменид (Αχαιμενίδης) жил во времена императора Византии Феодосия II и царя персидского Йездигерда (Ισθιγέρδου). Он был родом из знатной и богатой персидской семьи. Пришло время и он познал Христову веру, оставив при том веру предков и отказавшись от их богатств. О том стало известно царю, который сделал все возможное, чтобы убедить его принять свою изначальную веру. Когда царь увидел, что он не может соблазнить святого, то приказал подвергнуть его пыткам и всяческим унижениям со стороны общества. Когда царь увидел, что после всех страданий святой не отказался от христианства, то повелел его оставить в покое при условии, что тот покинет Персию. Св. Ахеменид с миром отошёл ко Господу.